# Flik 3J
A Fliegerkompanie 3 (rövidítve Flik 3, magyarul 3. repülőszázad) az Osztrák-Magyar Légierő 1914 elején alapított 16 repülőszázadának egyike. 1917-ben felderítő-, 1918-ban vadászszázaddá szervezték át.

## Története
A század alapítása után pár hónappal kitört az első világháború. A Flik 3 előbb a szerb, majd a keleti hadszíntéren harcolt, ahol a front mozgásával együtt költözködött. Először Homonna, majd a lengyelországi Sanok, Bażanówka, utána pedig Zboriv és Ökörmező repülőterein volt a bázisa. 1917 júliusában a teljes légierőt átszervezték; ekkor az egységet hadosztály-felderítői feladattal bízták meg Divisions-Kompanie beosztással és nevének rövidítése Flik 3D-re változott. Miután az oroszok fegyverszünetet kértek, a repülőszázadot az olasz frontra helyezték át, előbb Gardolo, majd Romagnano repterére. 1918-ban vadászrepülő-századdá szervezték át (Flik 3J). 1918 októberében az egység a József főherceg-hadseregcsoport alárendeltségébe került. Az első világháború után a teljes osztrák légierővel együtt feloszlatták.   

## Századparancsnokok
- Jan Kasanović százados
- Hugo Schwab százados
- Rudolf Holenka főhadnagy
- Josef Smetana főhadnagy
- Friedrich Navratil főhadnagy

## Századjelzések
A századjelvény rézlemezből kivágott FL3 felirat volt, rajta ferdén elhelyezett sötétebb légcsavarral. A repülőgépekre nem festettek külön egységjelzést, csak különösen nagy egyéni jelzéseket.  

## Ászpilóták
A században szolgáló ászpilóták:
| Név                    | Légi győzelem a században |
| ---------------------- | ------------------------- |
| Friedrich Navratil     | 9                         |
| Franz Peter            | 6                         |
| Szepessy-Sokoll Rudolf | 2                         |
| Összesen:              | 17 igazolt légi győzelem  |

## Repülőgépek
A század pilótái a következő típusokat repülték:
- DFW B.I
- Aviatik B.II
- Albatros D.III